# ウィネパングの戦い
ウィネパングの戦い（ウィネパングのたたかい、英語: Battle at Winnepang）は、ラル神父戦争のさなかに起こった戦闘で、ニューイングランド軍が、ウィネパング（現在のジェドアハーバー）のミクマク族を攻撃したものである。ノバスコシア総督のリチャード・フィリップスによる軍事作戦の一環であり、ミクマク族が漁船に乗り込んで捕囚した、82人のニューイングランド人の救出が目的であった。ニューイングランドの指揮官はジョン・ブラッドストリート（フレンチ・インディアン戦争中のイギリス軍士官ではなく、その従兄と推測される）と、漁船の船長であるジョン・エリオットだった。

## 歴史的背景

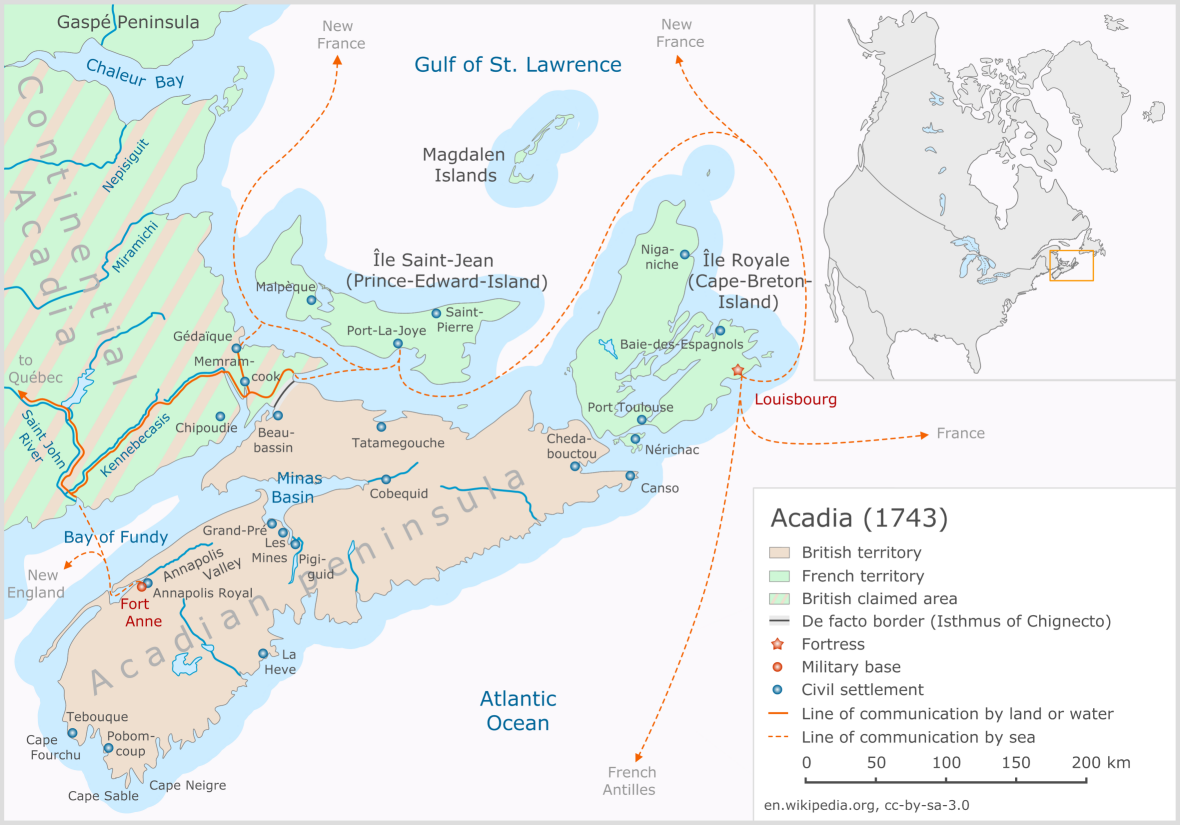
1743年当時のアカディア、アカディア半島（ピンクの部分）の右にカンゾ、左下にケープセーブル、左上にアナポリスロイヤルが見える。

ラル神父戦争の勃発は、ニューイングランドの領土がケネベック川まで拡張したのと、ニューイングランドの漁師がノバスコシア、特にカンゾにまで漁業の範囲を広げたのとが原因である。アン女王戦争後のユトレヒト条約は、ニューイングランドの領土の拡張を促進していた。ヨーロッパで署名されたこともあり、アベナキ同盟に関する事項は盛り込まれておらず、アベナキ同盟が、自分たちの土地を守るため、ニューイングランドの漁師や入植地を目的とした襲撃については、考慮に入れられていなかった。アベナキ同盟にとって、フランス軍の利益を中心に守るのではない戦い、彼ら自身への待遇と、彼ら自身の事情によるニューイングランド、そしてイギリスとの、最初にして唯一となる戦いが始まろうとしていた。
アベナキ同盟による、イギリスの領土拡大への抵抗を受けて、総督フィリップスは、ミクマク族の昔からの土地であるカンゾに砦を建てた。そして、マサチューセッツ湾直轄植民地総督のサミュエル・シュートも、以前からのアベナキ族の土地である、ケネベック川の河口の部分に複数の砦を建設した。フランスは、同じケネベック川の流域であるノリッジウォックのアベナキ族の集落と、そこからケネベック川を遡ったメデュクトゥクに教会を建てて、フランス領であることを主張した。
1722年7月、アベナキ族とミクマク族が、ノバスコシアの首都アナポリスロイヤルを、兵糧攻めの目的で封鎖し、現在のケープセーブル（Cape Sable）とカンゾの間を、18隻の漁船と捕虜と共に移動した。ファンディ湾でも漁船を奪い、人々を捕虜とした。略奪された船のうちの1隻は、カンゾからアナポリスロイヤルへ、フィリップスの命で向かっていた船であり、1年分の物資が積まれていた。マリシート族も別の船を捕まえ、その船に45人の兵士を乗せて湾を上り、シュベナカディからのミクマク族120人と合流させ、ケープセーブルに向かわせて、そこからアナポリスロイヤルへ進軍する手はずを整えた。これに対して、ノバスコシア副総督のジョン・ドゥーセットは、アナポリスロイヤルをインディアンの襲撃から守り、ニューイングランド人捕虜を安全に解放するため、22人のミクマク族を人質にした。そのすぐ後に封鎖が始まり、シュートはアベナキ同盟に宣戦布告を発した。

## 戦闘

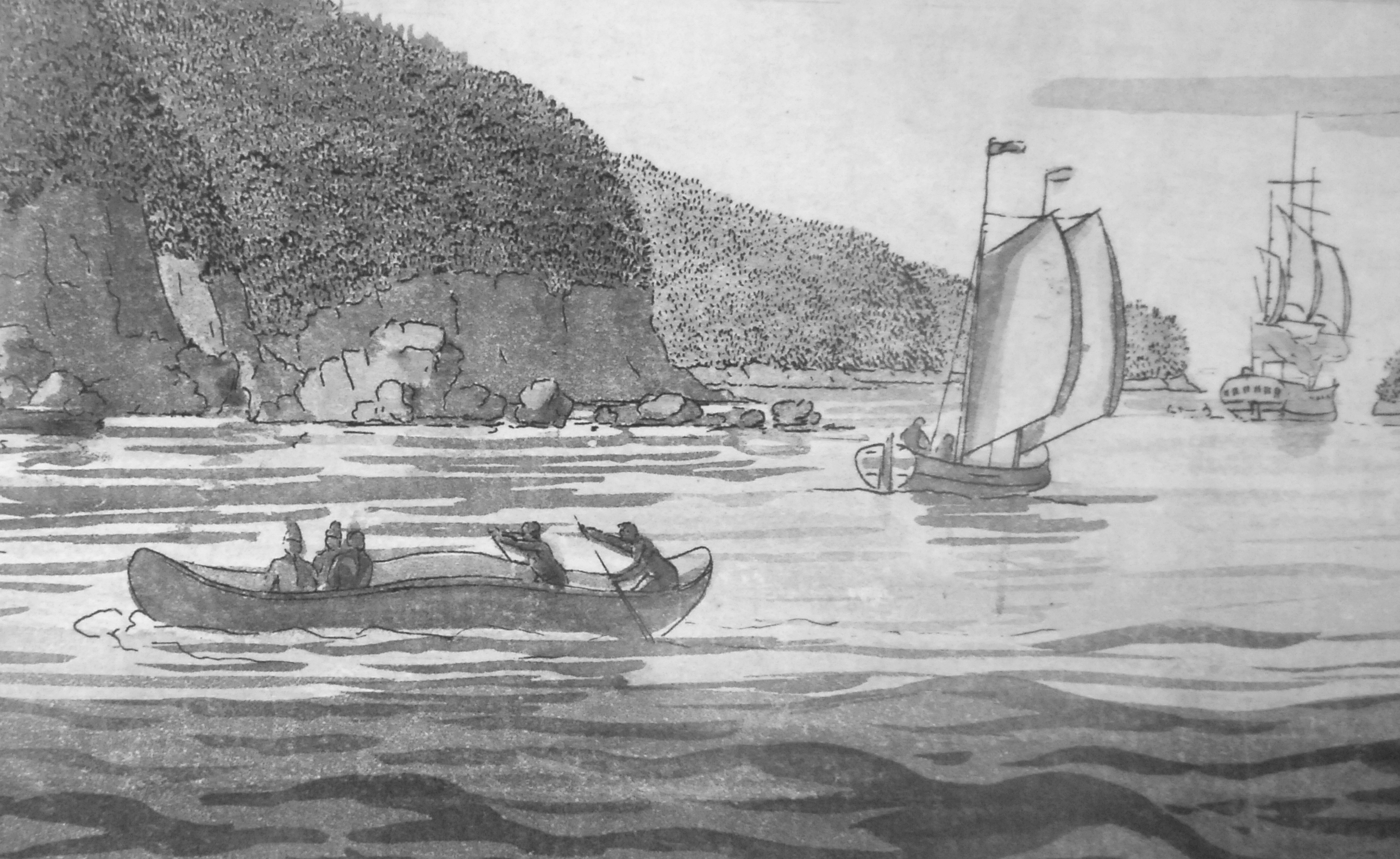
ファンディ湾を行くミクマク族のカヌー、1770年ごろのエッチング

ラル神父戦争が宣戦布告された直後の、1722年7月22日、フィリップスはカンゾの漁業を守り、ニューイングランド人の捕虜を救い出すため、大尉のジョン・エリオットとジョン・ロビンソン、そしてその連隊を2隻のスループ船で送り出した。ウエスト・ジェドアの近くでは、ミクマク族が野営を張っていた。ウィネパングには39人のインディアンがいて、7隻の船に捕虜たちを乗せていた。港にいたエリオットとブラッドストリートの攻撃により、ニューイングランドとアベナキ同盟の、2時間に及ぶ海戦が火ぶたを切った。ブラッドストリートは、艦上の兵を総動員して、手投げ弾と一斉砲火でインディアンたちを圧倒した。ニューイングランド軍は5人の兵が戦死し、他数名が負傷した 。負傷者の中には、重傷を負ったエリオットもいた。
ミクマク族が泳いで逃げようとしたため、ニューイングランド軍は彼らに砲火を放った。これで35人（22人説もある）のミクマク族が死んだ。ニューイングランド軍は、何とか15人の捕虜を助けようとして、彼らを探しているうちに、9人が戦死した。
その後ミクマク族の遺体が、わずか5体ながら確認された。ニューイングランド軍は彼らの首を切断し、その首級を、カンゾの新しい砦の周囲に並べた。一説には、生存が確認されたのが5人で、5人はすべて負傷していたとも言われる。

## その後のニューイングランド軍

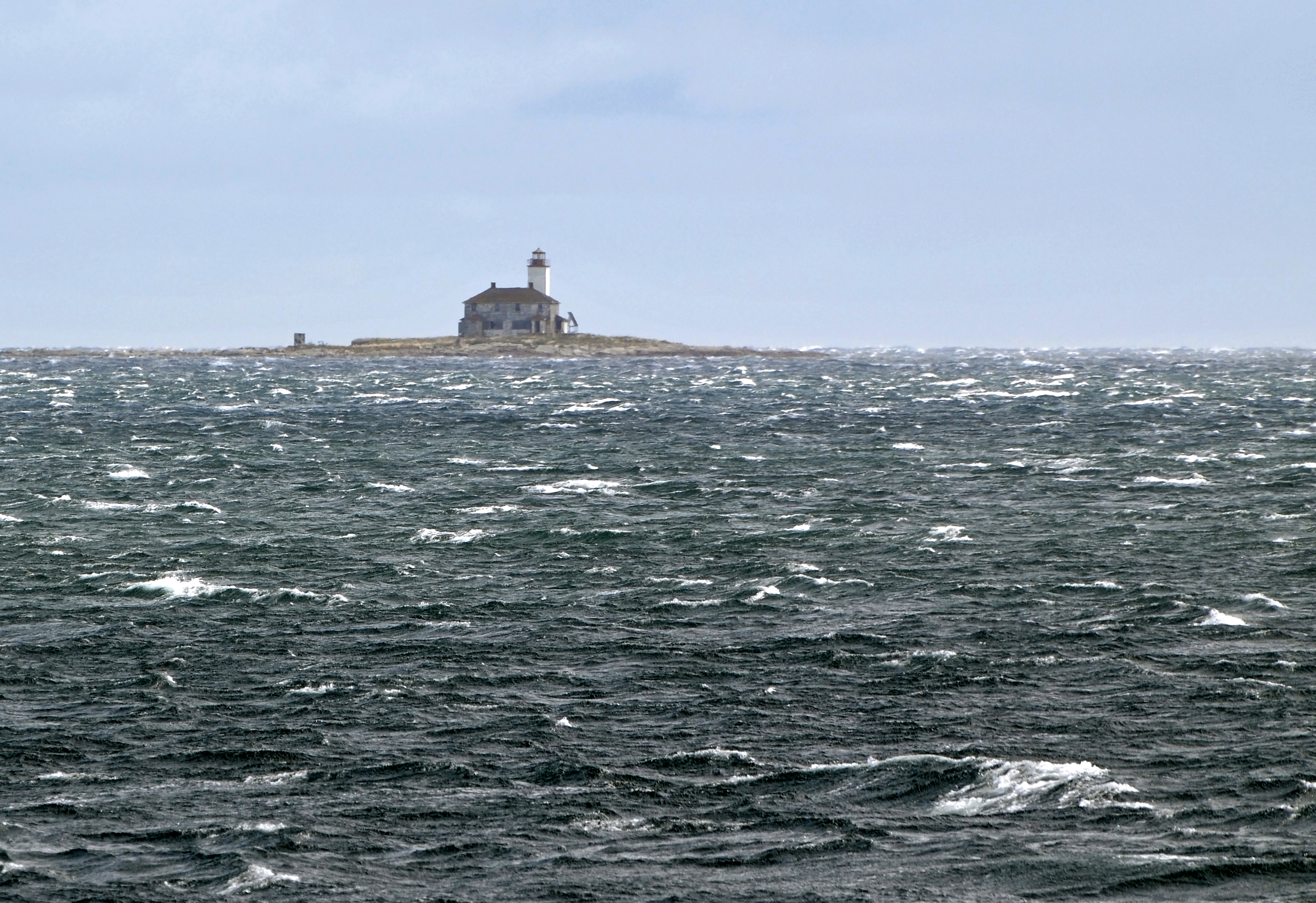
ジェドアハーバーの近く、クランベリー島の灯台

この軍事作戦では、捕虜を取り戻す以外にも、ニューイングランド軍のジェームズ・ブリンが、カンゾの捕虜と24人のニューイングランドの漁師とを交換するための交渉を行った。また、ニューイングランドの大尉のロビンソンは遠征を行い、10隻の漁船を拿捕して、3人のアベナキ族を殺した。ロビンソンはミクマク族に、アナポリスロイヤルの人質はまだそのままにしているので、ニューイングランド人捕虜を傷つけないように警告した 後、マラガシュハーバーに到着した。そこにはインディアンたちが奪った漁船が5隻あり、20人の捕虜がいた。ロビンソンは身代金を払って、捕虜と船とをすべて解放した。やはり大尉のシプリアン・サウザックは、カンゾ海峡でミクマク族を1人殺し、他の5人を捕囚した。
戦闘後、16人のインディアンの捕虜はニューブランズウィックのリチブクトに送られた。